# حلم برونو
حلم برونو (بالإنجليزية: Bruno's Dream)‏ هي رواية للكاتبة البريطانية آيريس مردوك، نشرت عام 1969، لأول مرة عن دار نشر تشاتو آند ويندوس. 